# Mr. Machinery Operator
Mr. Machinery Operator – piąty album zespołu Firehose wydany w 1993 przez wytwórnię Columbia Records. Materiał nagrano w dniach 8-11 września 1992 w "Capitol Studios" w Hollywood.

## Lista utworów
1. "Formal Introduction" (M. Watt, R. Pettibon) – 3:40
2. "Blaze" (E. Crawford) – 3:35
3. "Herded Into Pools (M. Watt) – 4:25
4. "Witness" (E. Crawford, G. Hurley) – 5:35
5. "Number Seven" (K. Roessler) – 1:16
6. "Powerful Hankerin'" (M. Watt, R. Pettibon) – 3:31
7. "Rocket Sled/Fuel Tank" (M. Watt) – 3:29
8. "Quicksand" (T. Kinmam) – 3:15
9. "Disciples of the 3-Way" (M. Watt) – 2:55
10. "More Famous Quotes" (M. Watt) – 1:28
11. "Sincerely (K.Roessler, M. Watt) – 3:23
12. "Hell-Hole" (E. Crawford, G. Hurley) – 3:43
13. "4. 29. 92" (M. Watt) – 2:07
14. "The Cliffs Thrown Down" (M. Watt) – 3:12

## Skład
- Ed Crawford – śpiew, gitara, gitara basowa
- Mike Watt – śpiew, gitara basowa
- George Hurley – perkusja, bongosy, cymbały

gościnnie
- J. Mascis – gitara, gitara basowa, śpiew
- Vicky Peterson – śpiew
- David Kahne – organy
- Jim Dunbar – śpiew
- Joe Baiza – gitara
- Steve Moss – saksofon
- Freda Rentie – śpiew
- Nels Courtney Cline – gitara
- Mac – gitara

produkcja
- John Agnello – inżynier dźwięku
- John Golden – mastering
- Mark Guilbeault – mix
- Mark Mason – mix
- Scott Hull – mix
- Peter Doell – nagranie
- Michael Dumas – nagranie
- J. Mascis – producent